# 絵麗奈
絵麗奈（えれな、Erena、素海霖、1997年2月9日 - ）は、香港出身の日本のAV女優。

## 略歴
2023年3月にFALENO専属女優としてAVデビュー。香港では素海霖（スー・ハイリン）、蘇凱琳の名義でも活動、報道される。香港では写真モデルとしても活動。
2025年5月には画家としての活動をインスタグラムで報告し報道された。報道では自身の局部をモチーフにした5点の絵画を制作し販売。売り上げの一部はエイズ対策に取り組む非営利団体に寄付された。

## 出演作品

### アダルトビデオ
※FALENOは配信特化型AVメーカーのため、配信開始日も記載しています。
2023年
- 香港生まれ香港育ちの女の子 新人 絵麗奈 Avdebut （4月7日配信開始、4月20日DVD発売、FALENO）
- 初めてだらけの性感開発3本番スペシャル!! 絵麗奈（4月25日配信開始、5月11日DVD発売、FALENO）
- 世界初！香港人・絵麗奈がご奉仕してくれるFALENOstar限定最高級ソープランド 絵麗奈（9月6日配信開始、9月21日DVD発売、FALENO）
- 【附有中文字幕】香港人・絵麗奈【初ドラマ】広東語講師の胸チラ無自覚誘惑に耐え切れず僕たちは言葉の壁を越えた（10月6日配信開始、10月26日DVD発売、FALENO）
- 今日、好きになりそうです。通訳無しの2人っきりお泊りデートにドキドキしてから交わる濃密性交 絵麗奈（11月27日配信開始、12月21日DVD発売、FALENO）